# Azuga
Azuga là một thị xã thuộc hạt Prahova, România. Dân số thời điểm năm 2002 là 5213 người.